# 富厄爾羅德斯 (印地安納州)
富厄爾羅德斯（英語：Fewell Rhoades）是位於美國印地安納州摩根縣的一個非建制地區。該地的面積和人口皆未知。